# Fong Sai-Yuk II
Fong Sai-Yuk II (Chinees: 方世玉续集) is een komische kungfu-film uit 1993 onder regie van Corey Yuen.

## Verhaal
De legendarische held Fong Sai Yuk komt in aanraking met de geheime Red Flower Society, die probeert de Qing-keizer af te zetten en de Ming-dynastie terug aan te macht te brengen.

## Rolbezetting
| Acteur         | Personage       | Beschrijving    |
| -------------- | --------------- | --------------- |
| Jet Li         | Fong Sai-Yuk    |                 |
| Josephine Siao | Miu Tsui-Fa     | Sai-Yuks moeder |
| Michelle Reis  | Lui Ting-Ting   |                 |
| Amy Kwok       | Prinses Man Yin |                 |
| Adam Cheng     | Chan Ka Lok     |                 |
| Corey Yuen     | Li Guo-bang     |                 |

## Trivia
- Fong Sai-Yuk II is het vervolg op Fong Sai-Yuk.
- Alternatieve titels zijn: 'The Legend 2', 'The Legend of Fong Sai-Yuk II', 'Fong Shi Yu II', 'Gong fu huang di' en 'Fong Shi Yu II: Wan fu mo di'.